# Podgaje (powiat kazimierski)
Podgaje – wieś w Polsce położona w województwie świętokrzyskim, w powiecie kazimierskim, w gminie Skalbmierz.
| SIMC    | Nazwa     | Rodzaj    |
| ------- | --------- | --------- |
| 0267938 | Doły      | część wsi |
| 0267944 | Janklówka | część wsi |
| 0267950 | Pagórek   | część wsi |
| 0267967 | Piekło    | część wsi |

W latach 1975–1998 miejscowość należała administracyjnie do województwa kieleckiego.